# Pseudagrion pterauratum
Pseudagrion pterauratum – gatunek ważki z rodziny łątkowatych (Coenagrionidae).